# Doina Șnep-Bălan
Doina Liliana Șnep-Bălan (ur. 10 grudnia 1963 w Liteni) – rumuńska wioślarka, wielokrotna medalistka igrzysk olimpijskich i mistrzostw świata.

## Kariera
Wystąpiła na igrzyskach olimpijskich w Los Angeles w 1984, gdzie osada Rumunii w składzie: Doina Șnep-Bălan, Mărioara Trașcă, Aurora Pleșca, Aneta Mihaly, Adriana Bazon, Mihaela Armășescu, Camelia Diaconescu, Lucia Sauca i Viorica Ioja zdobyła srebrny medal w ósemkach. W finale o 1,07 sekundy przegrały z osadą USA, a o 2,05 sekundy wyprzedziły Holenderki. Na rozgrywanych cztery lata później igrzyskach olimpijskich w Seulu zdobywa dwa medale. Najpierw wspólnie z Mărioarą Trașcą, Veronicą Neculą, Hertą Anitaș i Ecateriną Oancią zajęła trzecie miejsce w czwórkach ze sternikiem, plasując się 5,13 sekundy za osadą NRD i 2,35 sekundy za osadą Chin. Następnie Bălan, Trașcă, Necula, Anitaș, Bazon, Armășescu, Rodica Arba, Olga Homeghi-Bularda i Ecaterina Oancia zdobyły srebrny medal w ósemkach. W finale o 2,37 sekundy przegrały z osadą NRD, a o 4,39 sekundy wyprzedziły Chinki. Brała także udział w igrzyskach olimpijskich w Barcelonie w 1992, gdzie w ósemkach ponownie zajęła drugie miejsce. Rumunki w składzie: Doina Snep, Doina Robu, Ioana Olteanu, Victoria Lepădatu, Iulia Bobeică, Veronica Necula, Adriana Bazon, Maria Pădurariu i Elena Georgescu o 3,64 sekundy przegrały z Kanadyjkami, a o 1,54 sekundy pokonały Niemki. Na tych samych igrzyskach zajęła siódme miejsce w dwójkach bez sternika.
W ósemkach zdobyła też złoty medal na mistrzostwach świata w Tasmanii (1990) oraz brązowe na mistrzostwach świata w Hazewinkel (1985) i mistrzostwach świata w Wiedniu (1991). Zwyciężała także w czwórkach ze sternikiem na mistrzostwach świata w Nottingham (1986) oraz czwórkach bez sternika na mistrzostwach świata w Tasmanii (1990). Ponadto zdobyła srebro w dwójkach bez sternika na mistrzostwach świata w Bledzie (1989). 
Medalistami olimpijskimi w wioślarstwie byli także jej siostra, Anișoara Dobre-Bălan, mąż Ioan Șnep oraz szwagier Dănuț Dobre. 